# William Hughes (Politiker, 1872)

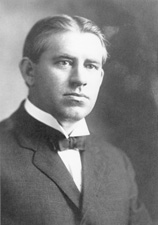
William Hughes

William Hughes (* 3. April 1872 in Drogheda, Irland; † 30. Januar 1918 in Trenton, New Jersey) war ein irisch-amerikanischer Politiker (Demokratische Partei), der den Bundesstaat New Jersey in beiden Kammern des Kongresses vertrat.
Als kleiner Junge wanderte William Hughes mit seinen Eltern 1880 aus Irland in die Vereinigten Staaten aus, wo sich die Familie in Paterson (New Jersey) niederließ. Er besuchte dort die öffentlichen Schule und arbeitete als Jugendlicher in einer Seidenspinnerei. Nach einem Studium der Stenografie am Columbia Business College in Paterson erhielt er eine Anstellung als Stenograf in New York City. Später war er noch als Gerichtsschreiber in Paterson tätig. Während des Spanisch-Amerikanischen Krieges diente er als Private in der US Army.
Nach seinem Abschied vom Militär schlug Hughes eine juristische Laufbahn ein. Er studierte die Rechtswissenschaften, wurde im Jahr 1900 in die Anwaltskammer aufgenommen und begann in Paterson zu praktizieren. Zwei Jahre später kandidierte er erfolgreich für sein erstes öffentliches Amt: Er wurde Abgeordneter im Repräsentantenhaus der Vereinigten Staaten, wo er den 6. Kongresswahlbezirk von New Jersey zwischen dem 4. März 1903 und dem 3. März 1905 vertrat. Beim Wiederwahlversuch scheiterte er am Republikaner Henry C. Allen, doch nach zwei Jahren gelang ihm die Rückkehr in den Kongress, in dem er nach mehrmaliger Wiederwahl bis zum 12. September 1912 verblieb.
An diesem Tag trat er zurück, um eine Berufung als Richter ans Berufungsgericht (Court of Common Pleas) im Passaic County anzunehmen. Er übte dieses Amt bis 1913 aus und legte es nieder, nachdem er zum US-Senator gewählt worden war. Ab dem 4. März 1913 saß Hughes dann wieder im Kongress und fungierte unter anderem als Vorsitzender des Ausschusses zur Kontrolle der Ausgaben des Marineministeriums. Er starb noch vor dem Ende seiner Amtszeit am 30. Januar 1918 in Trenton und wurde in Paterson beigesetzt.